# Wereldkampioenschappen schaatsen afstanden 2023 - 500 meter mannen
De 500 meter mannen op de wereldkampioenschappen schaatsen afstanden 2023 werd gereden op vrijdag 3 maart 2023 in het ijsstadion Thialf in Heerenveen, Nederland.
Titelverdediger was de Canadees Laurent Dubreuil die nu met zilver genoegen moest nemen achter de achttienjarige Amerikaan Jordan Stolz. Het brons was voor Japanner Wataru Morishige. Stolz pakte uiteindelijk de titel op de 500, de 1000 en de 1500 meter.

## Uitslag
| #      | Schaatser                   | Land             | Tijd  |
| ------ | --------------------------- | ---------------- | ----- |
| Goud   | Jordan Stolz                | Verenigde Staten | 34,10 |
| Zilver | Laurent Dubreuil            | Canada           | 34,46 |
| Brons  | Wataru Morishige            | Japan            | 34,48 |
| 4      | Yuma Murakami               | Japan            | 34,51 |
| 5      | Merijn Scheperkamp          | Nederland        | 34,57 |
| 6      | Hein Otterspeer             | Nederland        | 34,79 |
| 7      | Dai Dai N'tab               | Nederland        | 34,87 |
| 8      | Damian Żurek                | Polen            | 34,87 |
| 9      | Tatsuya Shinhama            | Japan            | 34,93 |
| 10     | Håvard Holmefjord Lorentzen | Noorwegen        | 34,97 |
| 11     | Piotr Michalski             | Polen            | 35,00 |
| 12     | Christopher Fiola           | Canada           | 35,01 |
| 13     | Kim Jun-ho                  | Zuid-Korea       | 35,01 |
| 14     | Marek Kania                 | Polen            | 35,05 |
| 15     | Cha Min-kyu                 | Zuid-Korea       | 35,07 |
| 16     | Bjørn Magnussen             | Noorwegen        | 35,09 |
| 17     | Marten Liiv                 | Estland          | 35,09 |
| 18     | Nil Llop                    | Spanje           | 35,11 |
| 19     | David Bosa                  | Italië           | 35,17 |
| 20     | Cooper McLeod               | Verenigde Staten | 35,25 |
| 21     | Kim Cheol-min               | Zuid-Korea       | 35,29 |
| 22     | Yevgeniy Koshkin            | Kazachstan       | 35,30 |
| 23     | Lian Ziwen                  | China            | 35,31 |
| 24     | Frank Roth                  | Canada           | 35,32 |

1996 · 
1997 · 
1998 · 
1999 · 
2000 · 
2001 · 
2003 · 
2004 · 
2005 · 
2007 · 
2008 · 
2009 · 
2011 · 
2012 · 
2013 · 
2015 · 
2016 · 
2017 ·
2019 ·
2020 ·
2021 ·
2023 ·
2024 ·
2025